# Bredvatten (Västerlanda socken, Bohuslän)
Bredvatten är en sjö i Lilla Edets kommun i Bohuslän och ingår i Göta älvs huvudavrinningsområde.